# Cangetta albocarnea
Cangetta albocarnea är en fjärilsart som beskrevs av W. Warren 1896. Cangetta albocarnea ingår i släktet Cangetta och familjen Crambidae. Inga underarter finns listade i Catalogue of Life.